# Streptanthus vernalis
Streptanthus vernalis är en korsblommig växtart som beskrevs av R. O'donnell och R. Dolan. Streptanthus vernalis ingår i släktet Streptanthus och familjen korsblommiga växter. Inga underarter finns listade i Catalogue of Life.